# زیگفرید ووایتسات
زیگفرید ووایتسات (به آلمانی: Siegfried Woitzat) بازیکن فوتبال و مدافع اهل آلمان شرقی بود که از سال ۱۹۶۱ میلادی عضو تیم ملی فوتبال آلمان شرقی بوده‌است. وی در ۱ بازی ملی حضور داشته و در بازی‌های ملی‌اش گلی به ثمر نرساند. زیگفرید ووایتسات آخرین بازی ملی خود را در سال ۱۹۶۱ میلادی انجام داد.